# Jutta Wachowiak

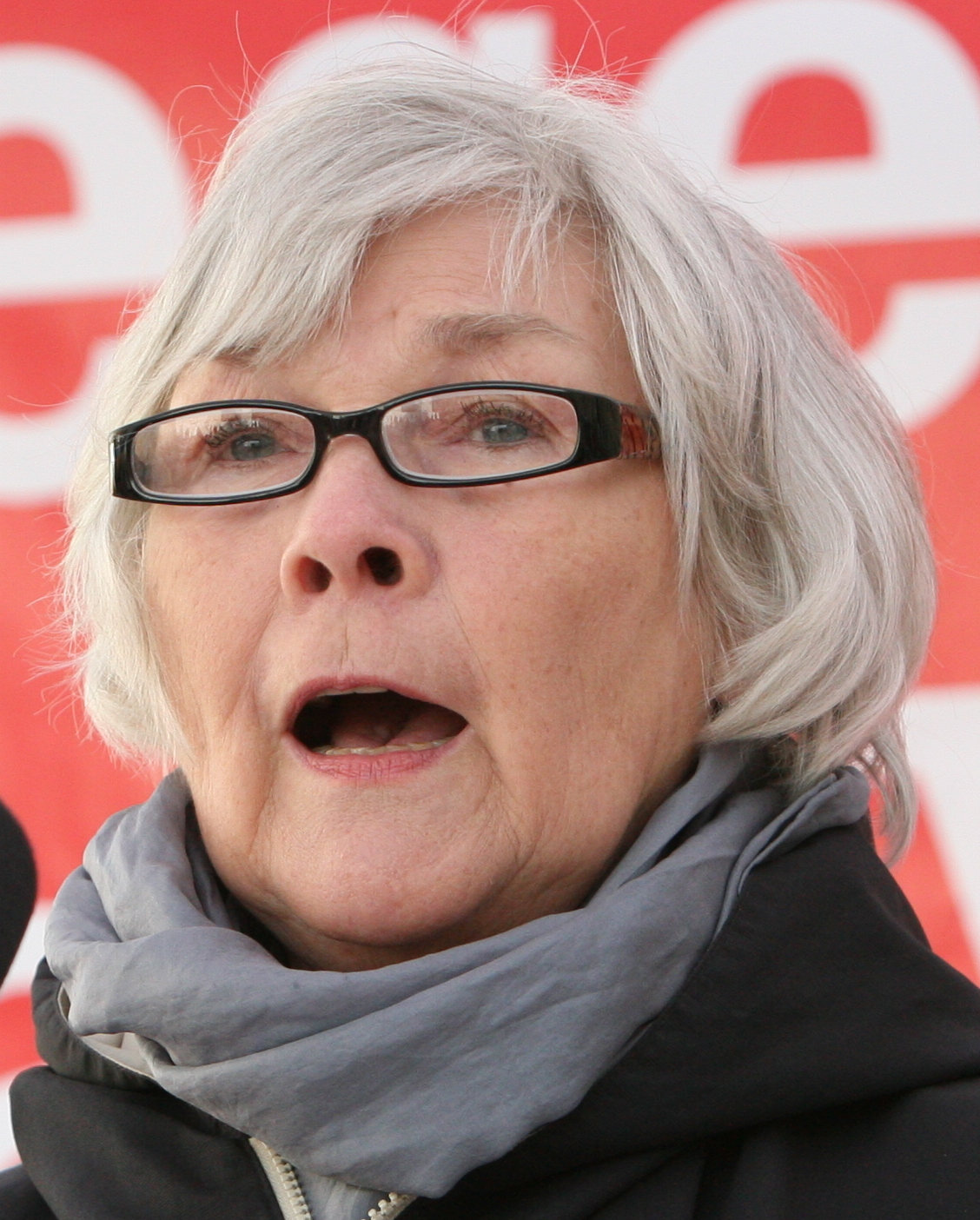
Jutta Wachowiak.

Jutta Wachowiak, född 13 december 1940 i Berlin är en tysk skådespelare. Efter andra världskrigets slut kom hon att växa upp i Östtyskland och hon utbildade sig vid Deutsche Hochschule für Filmkunst i Babelsberg. Under 1960-talet var hon scenskådespelare vid Hans-Otto-Theater i Potsdam och Städtisches Theater Karl-Marx-Stadt. Från 1970 spelade hon vid Deutsches Theater, Berlin där hon förblivit större delen av karriären. 
Hon filmdebuterade 1962 och under 1960-, 1970- och 1980-talet medverkade hon i många filmer för de östtyska statliga filmbolaget DEFA.
Hon medverkade på Alexanderplatz-demonstrationen 4 november 1989 i Berlin där ett flertal kulturpersonligheter krävde förändring i DDR. 

## Filmografi, urval
- 1962 – Auf der Sonnenseite
- 1965 – König Drosselbart
- 1975 – Bankett für Achilles
- 1978 – Sabine Wulff
- 1979 – P.S.
- 1980 – Die Verlobte
- 1986 – So viele Träume
- 2003 – Kvinnorna på Rosenstrasse